# Kaplica św. Barbary w Łostówce
Kaplica św. Barbary w Łostówce – zabytkowy obiekt sakralny z XIX wieku, znajdujący się w osiedlu Wojtyczki, w miejscowości Łostówka w województwie małopolskim, w gminie Mszana Dolna.

## Historia
Budowę kaplicy rozpoczęto w 1831 roku z inicjatywy Szymona Dziedziny i jego żony Barbary. Prace ukończono w roku 1833, po śmierci Szymona, dzięki staraniom Barbary i jej drugiego męża, Macieja Wojtyczki. Na budynku znajduje się pamiątkowa tablica o treści:
 „Kaplica ku czci św. Barbary ufundowana przez Szymona Dziedzinę z żoną i synem Janem i powtórnym mężem Maciejem Wojtyczką. Ukończona została w r.p. 1833; kaplicę odrestaurowano r.p. 1993 staraniem miejscowego proboszcza z wydatnym udziałem rodziny fundatorów kaplicy i całej parafii.” 
Według lokalnych legend, kaplica została zbudowana w miejscu, gdzie wcześniej znajdował się drewniany krzyż z wydrążoną figurą Jezusa, w której ukrywano skarby zrabowane przez zbójców.

## Architektura i wyposażenie
Kaplica jest budowlą murowaną, wzniesioną w stylu charakterystycznym dla XIX-wiecznych świątyń wiejskich. Wewnątrz znajdują się: figura św. Barbary, posąg św. Wojciecha, zabytkowy krucyfiks,chrzcielnica.

## Znaczenie
Opiekę nad kaplicą sprawują duchowni z parafii w Mszanie Dolnej. Co roku, 4 grudnia, w dzień św. Barbary, odprawiana jest uroczysta msza święta. W maju odbywają się tradycyjne „majówki”.
Kaplica związana jest również z postacią Karola Wojtyły. 19 czerwca 1962 roku, podczas wizytacji parafii, przyszły papież modlił się i przemawiał w tym miejscu. Rok później, w 1963, przybył ponownie, by rozpocząć pieszą wędrówkę po Beskidzie Wyspowym. W 2013 roku, z inicjatywy mieszkańców, kaplicę odrestaurowano i ustawiono obelisk upamiętniający wizytę Karola Wojtyły. Przy obelisku odbyły się uroczystości, w których uczestniczył m.in. prof. Jerzy Rieger, przyjaciel papieża.

## Legendy
Według lokalnych podań, w okolicznych lasach kryli się zbójcy, którzy rabowali podróżnych przemierzających szlak handlowy prowadzący na Węgry. Zgodnie z legendą, jeden z nich, Eliasz, poprosił Barbarę Dziedzinę o budowę kaplicy w miejscu drewnianego krzyża, gdzie ukrywano skarby.